# Seymour Cray
Seymour Roger Cray (28 settembre 1925 – 5 ottobre 1996) è stato un ingegnere elettronico statunitense, architetto di molti supercomputer ed imprenditore statunitense fondatore della Cray Research.
Cray nacque nel 1925 a Chippewa Falls nel Wisconsin. Suo padre era un ingegnere civile e trasferì nel figlio la passione per la scienza e l'ingegneria. All'età di dieci anni era in grado di costruire un convertitore da schede perforate a codice morse. Lo scantinato di casa sua gli fu dato dai genitori come laboratorio.
Completò le superiori nel 1943, prima della fine della seconda guerra mondiale, come operatore radiofonico. Nello stesso anno partecipò alla guerra in Europa e in seguito fu trasferito nelle Filippine, dove lavorò alla forzatura del codice giapponese. Dopo la fine della guerra tornò negli Stati Uniti dove ricevette un B.Sc. in ingegneria elettrica all'University of Minnesota, nel 1950. Inoltre conseguì un M.Sc in matematica applicata nel 1951.

## Control Data Corporation
Nel 1950 iniziò a lavorare per la Engineering Research Associates (ERA) a Saint Paul nel Minnesota. L'ERA nasceva da un precedente laboratorio dell'US Navy che aveva lavorato allo sviluppo di macchine per la forzatura di codici e spesso le commissioni dell'ERA erano legate alla marina militare statunitense. Cray rapidamente divenne un esperto di computer digitali e lavorò allo sviluppo dell'ERA 1103 il primo computer scientifico ad avere un certo successo commerciale. Cray rimase all'ERA anche quando questa fu acquisita da Remington Rand e dalla Sperry Corporation all'inizio degli anni cinquanta. Dalla nuova compagnia Sperry-Rand l'ERA divenne la divisione dedicata allo sviluppo del calcolo scientifico dell'UNIVAC.
Quando nel 1957 la divisione venne dismessa molti impiegati decisero di fondare una propria società la Control Data Corporation (CDC). Cray avrebbe voluto seguire i colleghi ma William Norris lo rifiutò dato che Cray stava sviluppando un progetto per la marina statunitense e Norris intendeva mantenere un buon rapporto con la marina. Il progetto, il Naval Tactical Data System venne completato all'inizio dell'anno successivo e Cray abbandonò la società per entrare nella CDC. Nel 1960 aveva completato lo sviluppo del CDC 1604 un miglioramento a basso costo dell'ERA 1103 che stupì la comunità scientifica per le prestazioni rispetto al suo costo.
Quando il CDC 1604 venne messo in vendita nel 1960 Cray poté concentrarsi sullo sviluppo del suo successore il CDC 6600. Pur non essendo un progetto di calcolo ad altissime prestazioni Cray investì molto tempo nel tentativo di rendere il sistema il più veloce possibile. A differenza di molti progetti di fascia alta Cray comprese che non era necessario concentrarsi sullo sviluppo di processori velocissimi quanto sullo sviluppo di macchine in grado di fornire un'elevata banda passante di I/O in modo da impedire al processore di passare la maggior parte del suo tempo ad attendere i dati dalla memoria. In seguito disse: "Chiunque può costruire una CPU veloce. Il trucco sta nel realizzare un sistema veloce."
Il 6600 fu il primo supercomputer commerciale a superare ampiamente qualsiasi altro contendente. Il 6600 era il sistema per chi voleva le prestazioni assolute e inoltre costava meno di altre alternativa più lente. Quando altre compagnie (cioè IBM) cercarono di sviluppare delle soluzioni comparabili con il CDC 6600, Cray aumentò il distacco presentando il CDC 7600, un sistema cinque volte più rapido del CDC 6600.

### Il laboratorio di Chippewa
Durante il lavoro alla CDC, Cray spesso si lamentava delle eccessive interferenze dei manager CDC. Cray per il suo lavoro richiedeva un ambiente calmo e la minor burocrazia possibile. Invece il lavoro di Cray veniva costantemente interrotto da manager che (secondo Cray) facevano poco e lo utilizzavano come strumento di vendita per i potenziali acquirenti.
Cray decise che per continuare lo sviluppo doveva spostarsi a St. Paul un luogo abbastanza lontano per scoraggiare visite brevi dei manager ma non così lontano da rendere il costo delle chiamate interurbane significativo per l'azienda. Inoltre in caso di meeting necessari per fare il punto della situazione il laboratorio non sarebbe stato troppo lontano. Dopo molte discussioni Norris decise di acconsentire alla costruzione di un nuovo laboratorio ma lo fece costruire a Chippewa Falls città natale di Cray. Secondo alcune fonti Cray spinse per un nuovo laboratorio anche perché temeva una guerra nucleare e riteneva Minneapolis un potenziale bersaglio. La casa di Cray distava solo poche centinaia di metri dal laboratorio e possedeva un bunker antiatomico molto grande nel giardino.
Il nuovo laboratorio venne costruito durante lo sviluppo del 6600 ma comunque non fece ritardare lo sviluppo del sistema. Dopo il 6600 Cray iniziò a lavorare sul CDC 7600 e in seguito lavoro sull'CDC 8600, il successore del 7600. Il progetto soffriva di gravi problemi di affidabilità e venne abbandonato da CDC nel 1974.
Nonostante il 6600 e il 7600 fossero stati dei grandi successi alcune scelte poco avvedute della CDC portarono la compagnia vicino alla bancarotta. Durante lo sviluppo dell'8600 la società era a corto di liquidi e quando Cray comunicò alla società che il progetto 8600 andava ripensato dall'inizio la società rifiutò le indicazioni di Cray ordinandogli di continuare con il progetto esistente. La società in quel periodo stava sviluppando anche il CDC STAR-100 e Norris non era pronto a sviluppare un altro progetto a pieno regime dato che la società aveva pochi fondi. Norris propose a Cray di sviluppare l'8600 come progetto secondario con un team ridotto ma Cray non era pronto ad accettare simili condizioni. Cray abbandonò la società nel 1972 e due anni dopo la società dovette annullare il progetto per l'impossibilità di realizzarne una versione affidabile come da Cray predetto.

## Cray Research

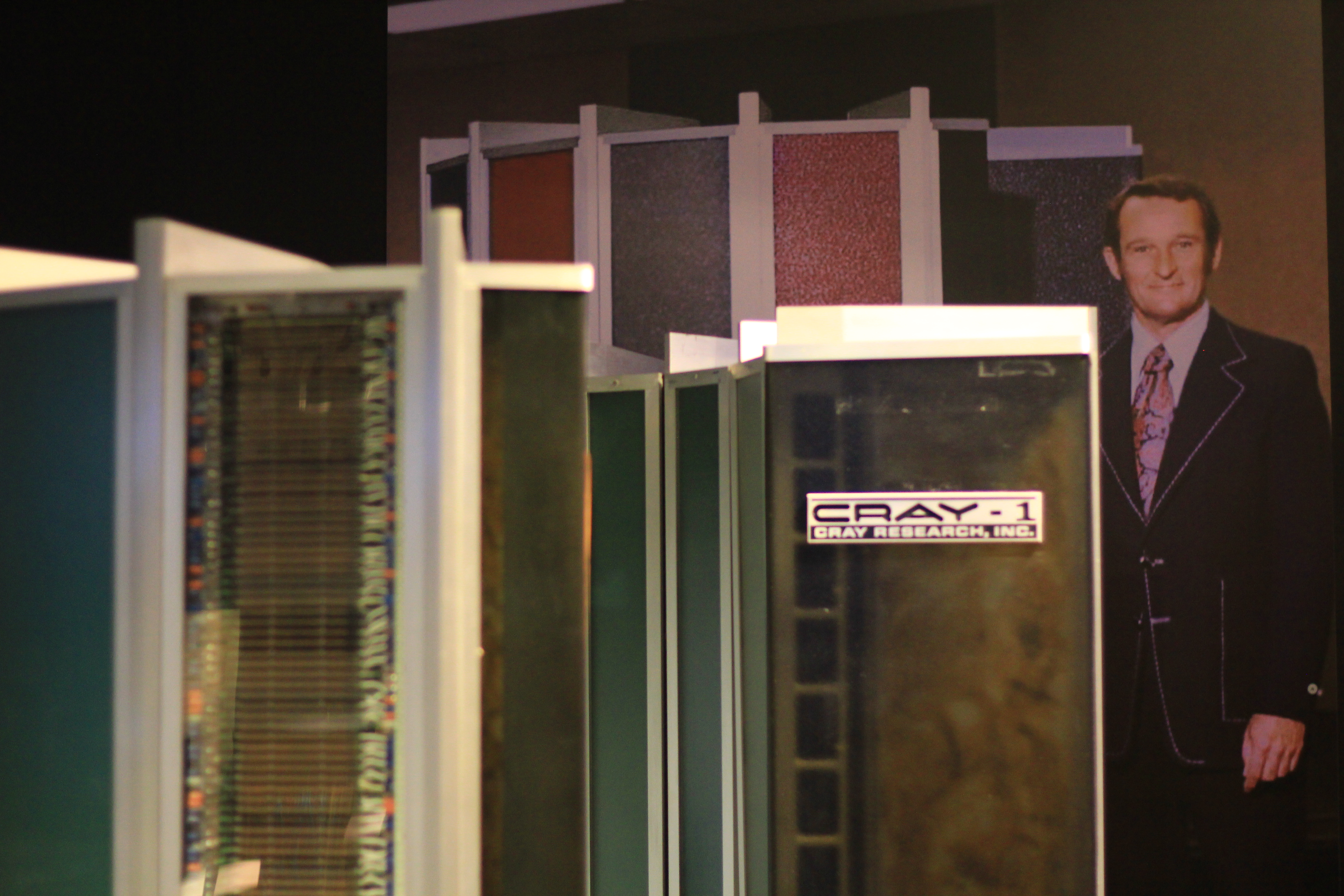
Seymour Cray

L'abbandono di Cray avvenne in un clima amichevole, e quando lui fondò la Cray Research l'anno successivo a Chippewa vicino al laboratorio CDC, Norris decise di investire 300.000 dollari nella nuova società. Come la CDC la Cray Research aveva un laboratorio a Chippewa Falls ma gli uffici commerciali erano a Minneapolis. A differenza della CDC la Cray Research produceva i sistemi a Chippewa Falls.
I primo problema era il reperimento dei fondi. Dato che una società delle dimensioni della CDC non era in grado di sostenere lo sviluppo di due sistemi contemporaneamente come poteva una piccola società sostenere lo sviluppo di un supercomputer? Quando il presidente della società fece un viaggio a Wall Street in cerca di finanziatori rimase sorpreso della reputazione che Cray godeva in quegli ambienti. Molti finanziatori erano pronti a fornire i capitali a Cray per sviluppare i suoi sistemi.
Dopo alcuni anni di sviluppo il Cray-1 venne distribuito nel 1976. Come i primi progetti Cray era l'intero computer a essere veloce e non solo il processore. Il Cray-1 superava qualsiasi macchina sul mercato incluso lo STAR-100 la macchina che la CDC aveva preferito al progetto 8600 di Cray. Solo l'ILLIAC IV superava il Cray-1 in alcuni casi, ma l'ILLIAC IV era una macchina particolare che forniva le sue reali prestazioni solo in alcuni casi e quindi in generale il Cray-1 batteva tutti i computer concorrenti.
Il numero di serie 001 venne installato nei Los Alamos nel 1976, e nell'estate dello stesso anno il primo elaboratore completo venne venduto alla National Center for Atmospheric Research per 8,8 milioni di dollari. La società pensava di vendere circa una dozzina di macchine, la valutazione era fatta tenendo conto delle vendite dei precedenti modelli CDC ma alla fine più di cento macchine furono vendute.
Il progetto successivo non fu così fortunato. Mentre lavorava al Cray-2 un altro team della società sviluppo il Cray X-MP un sistema di grande successo. Dopo sei anni di sviluppo il Cray-2 venne presentato ma era solo marginalmente più rapido del Cray X-MP e questo era dovuto principalmente al sottosistema della memoria molto veloce. Relativamente pochi Cray-2 furono venduti. Venne avviato il progetto Cray-3 e Cray decise di abbandonare la carica di CEO dato che lo occupava in maniera eccessiva impedendogli di seguire lo sviluppo del sistema. Cray abbandonò la carica di CEO nel 1990 e divenne un appaltatore indipendente andando a lavorare nel nuovo laboratorio a Colorado Springs nel Colorado, vicino alla sede della NCAR.
Secondo Jim Cray (citato da C. Gordon Bell in Seymounr Cray Prospective), quando domandarono a Cray che strumenti CAD avesse utilizzato per progettare il Cray-1 lui rispose che preferiva la matita numero 3 e un quaderno a quadretti. Quando gli dissero che l'Apple Computer aveva acquistato un Cray per progettare il nuovo Apple Macintosh Cray rispose che era curioso dato che lui aveva appena comprato un Macintosh per sviluppare il nuovo Cray.
Nel 1989 Cray si trovò ad avere un déjà vu con lo sviluppo del Cray-3. Il Cray-3 stava affrontato delle difficoltà nello sviluppo e un progetto basato sull'espansione dell'X-MP sembrava offrire un incremento di prestazione significativo e sicuro. I manager della società decisero che sviluppare due sistemi contemporaneamente era troppo pericoloso per le finanze della società e preferirono il progetto dell'espansione dell'X-MP che porto infine allo sviluppo del Cray Y-MP.

## Cray Computer Corporation
Cray abbandonò i laboratori di Colorado Spring e formò la società Cray Computer Corporation per continuare lo sviluppo del Cray-3.
Il Cray-3 era una macchina a 500 MHz, Cray intendeva ottenere un aumento di prestazioni di dieci volte rispetto al Cray-2 e per far questo decise di utilizzare l'arseniuro di gallio come semiconduttore per gli integrati. Questa era una scelta molto rischiosa dato che la tecnologia sull'arseniuro di gallio non era molto avanzata e Cray dovette svilupparla appositamente per la società. Normalmente Cray preferiva non utilizzare tecnologie di ricerca dato che erano spesso inaffidabili per la produzione commerciale, ma le specifiche richieste per il sistema erano troppo restrittive per permettere altre soluzioni. Cray sviluppo l'intero sistema compreso i circuiti integrati.
L'azienda installò il primo esemplare del Cray-3 presso la NCAR. Il primo esemplare era in sostanza un prototipo e la compagnia lo utilizzò per risolvere i problemi del sistema. In quel periodo un ampio numero di macchine parallele stavano arrivando sul mercato e questi sistemi avevano un rapporto prezzo/prestazioni migliore del Cray-3. Cray rispose con la "forza bruta" e iniziò lo sviluppo del Cray-4 un sistema con processori a 1 GHz che avrebbe fornito prestazioni superiori a quello delle macchine concorrenti.
Nel 1995 non erano stati venduti nessun Cray-3 e inoltre la fine della guerra fredda aveva ridotto notevolmente il bilancio della difesa Statunitense e quindi delle commissioni per Cray. Il costo di sviluppo del Cray-4 sembrò eccessivo agli investitori che ritennero non possibile un ritorno economicamente conveniente della società. La Cray Computer Corporation dovette dichiarare fallimento.

## SRC Computers
Cray non aveva mai visto di buon occhio i sistemi basati su parallelismo massivo, ritenendo per questioni di carattere tecnico che le soluzioni basate su pochi processori molto veloci era sempre preferibile. Una sua famosa frase era: "Se devi arare un campo preferiresti utilizzare due forti buoi o 1024 polli?". Nella seconda metà degli anni novanta la posizione di Cray era diventata poco difendibile e lo sviluppo dei compilatori aveva notevolmente semplificato lo sviluppo di programmi efficienti per macchine parallele.
Cray creò la SRC Computers, una nuova società nata per sviluppare sistemi a parallelismo massivo. Il nuovo progetto era basato su sistemi ad elevate prestazioni per la comunicazione e la memoria in modo da ridurre i tipici colli di bottiglia dei sistemi paralleli. Il progetto era appena iniziato quando Cray morì in un incidente automobilistico.
Nel 1996 la Cray Research falli e venne acquisita dalla Silicon Graphics che dopo alcuni anni la vendette alla Tera Computer Company che si fuse con la società e cambiò il proprio nome in Cray Inc.

## Vita personale
Oltre che progettare computer Cray cercò di vivere pienamente la vita. Non amava la pubblicità, ma sono noti molti aneddoti strani su di lui. Praticava lo sci, il windsurf, il tennis e altri sport. Un suo curioso hobby era costruire un tunnel sotto casa sua. Lui attribuiva il segreto del suo successo agli elfi. Diceva: "Mentre lavoro al mio tunnel spesso gli elfi vengono a portami la soluzione ai miei problemi." 
Cray morì il 5 ottobre 1996 (a 71 anni) per via delle ferite riportate in un incidente automobilistico avvenuto il 22 settembre 1996. Cray venne ricoverato per un incidente avvenuto sulla sua Jeep Cherokee mentre percorreva la Interstate 25. Per ironia della sorte la sua Jeep era stata sviluppata utilizzando un sistema Cray. 

## Curiosità
Il primo prodotto ideato da Cray fu l'ERA 1103: era basato sulla semplicità, ed in effetti Cray implementò il concetto di reduced instruction set computer (RISC), anche se all'epoca tale definizione non esisteva.
Il suo UNIVAC-I, nel 1951, stupì anticipando i risultati dell'elezione del presidente statunitense Eisenhower appena pochi minuti dopo la chiusura delle urne.
Il Cray-2 del 1985, soprannominato Bubbles (bolle) aveva fino ad 8 processori a 244 MHz, 12 volte più veloci del migliore microprocessore della Intel di allora, ma produceva tanto calore da provocare ustioni di terzo grado: è stato il più caldo processore della storia. Per raffreddarlo venne utilizzato una Supercooling Unit, che utilizzava freon liquido a -271° e il costosissimo fluorinert, derivato dal freon e non conduttore. Il soprannome deriva dal rumore dell'unità. Quest'ultima, derivata da quella usata nel 6600, fu a lungo il top per il raffreddamento.
I computer di Cray avevano spesso innovazioni tecnologiche fondamentali:
- Era 1103: amplificatore magnetico
- CDC 6600: Scoreboarding, architettura tipo RISC, raffreddamento al freon
- Cray-1: tecnologia a registro vettoriale
- Cray-2: architettura 3D dei circuiti stampati
- Cray-3: clock a 500 MHz
- Cray-4: clock a 1 GHz